# Rectitropis brunneri
Rectitropis brunneri är en insektsart som först beskrevs av Bolívar, I. 1898.  Rectitropis brunneri ingår i släktet Rectitropis och familjen gräshoppor. Inga underarter finns listade i Catalogue of Life.